# Dolmen du Mont de Viscourt

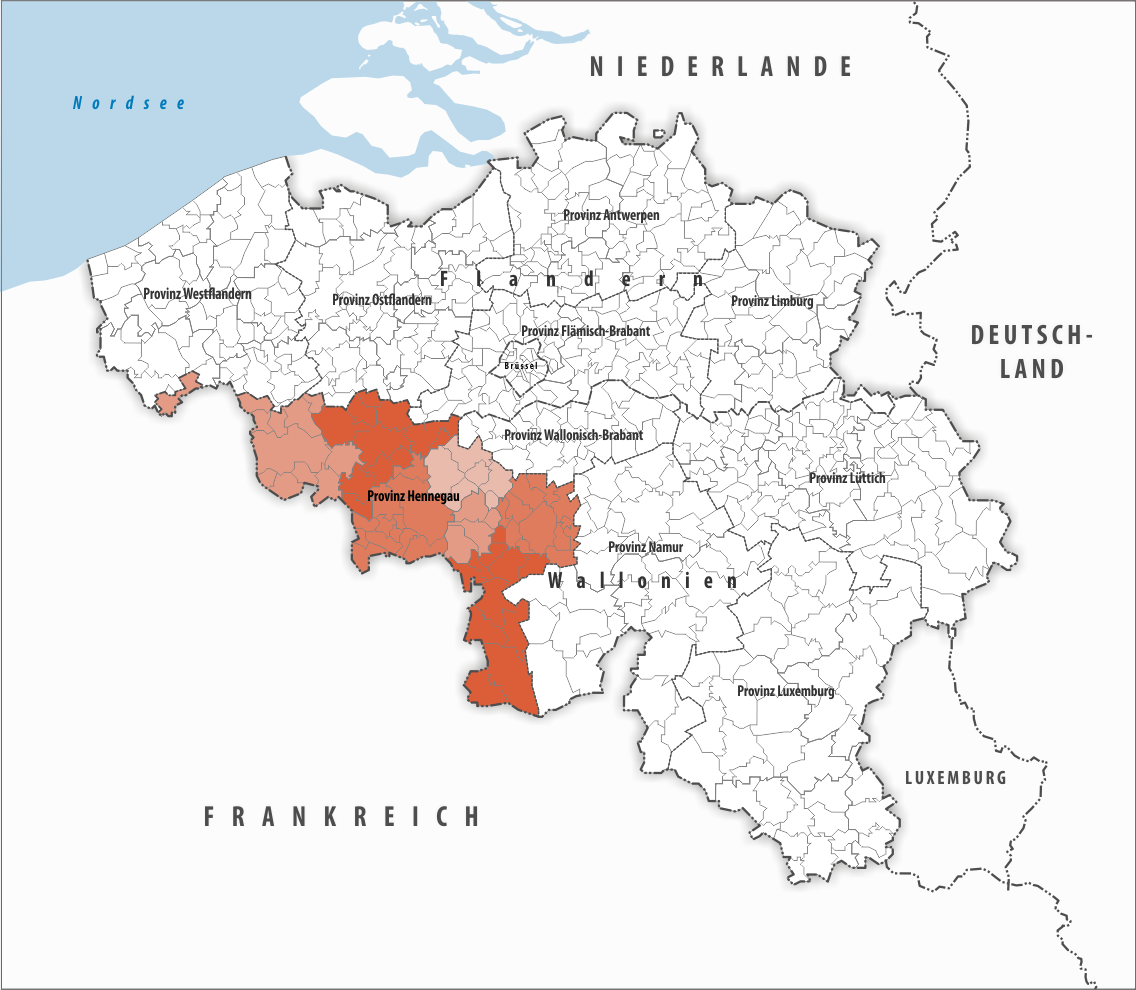
Lage

Der Dolmen du Mont de Viscourt (auch Pierre du Diable genannt) ist eine Dolmennachbildung. Sie liegt im Weiler Clermont bei Beaumont in der Provinz Hennegau in Belgien, nahe der Grenze zu Frankreich.
Als „Teufelsstein“ oder „Teufelstisch“ wurde bis zum 19. Jahrhundert, einer lokalen Legende zufolge, ein großer Stein in einem Feld entlang der alten Römerstraße, von Trier (DE), über Dinant (BE) nach Bavay (Bagacum - FR) bezeichnet. An diesem Punkt wurden die Via Belgica „Teufelsstraße“ und das Feld „Teufelsfeld“ genannt.
Im Jahre 1860 versuchte der Besitzer des Teufelsfeldes, den Stein zu zerstören, was nicht recht gelang. 2004 war er an der Rue du 11 Novembre (Straße Clermont – Thuillies), am Fuße des Mount Viscourt, zwei Archäologen aufgefallen. In einer alten Scheune lagen zwei weitere Steine, die ein Bauer von einem Feld auf dem Mount Viscourt etwa 30 Jahre zuvor entfernt hatte.
2006 wurden alle Steine auf dem Place du Puits in der Dorfmitte von Clermont aufgestellt, um einen Dolmen nachzubilden.